# 胡纘
胡纘（1657年8月23日—？年），字孝緒，號正齋，又號峪溪，行二。山西太原府文水縣人，習易經，康熙十四年乙卯科山西鄉試第七名舉人，康熙二十一年壬戌科會試中式158名，未殿試。康熙二十七年戊辰科殿試。